# Gemeinde Vojnik

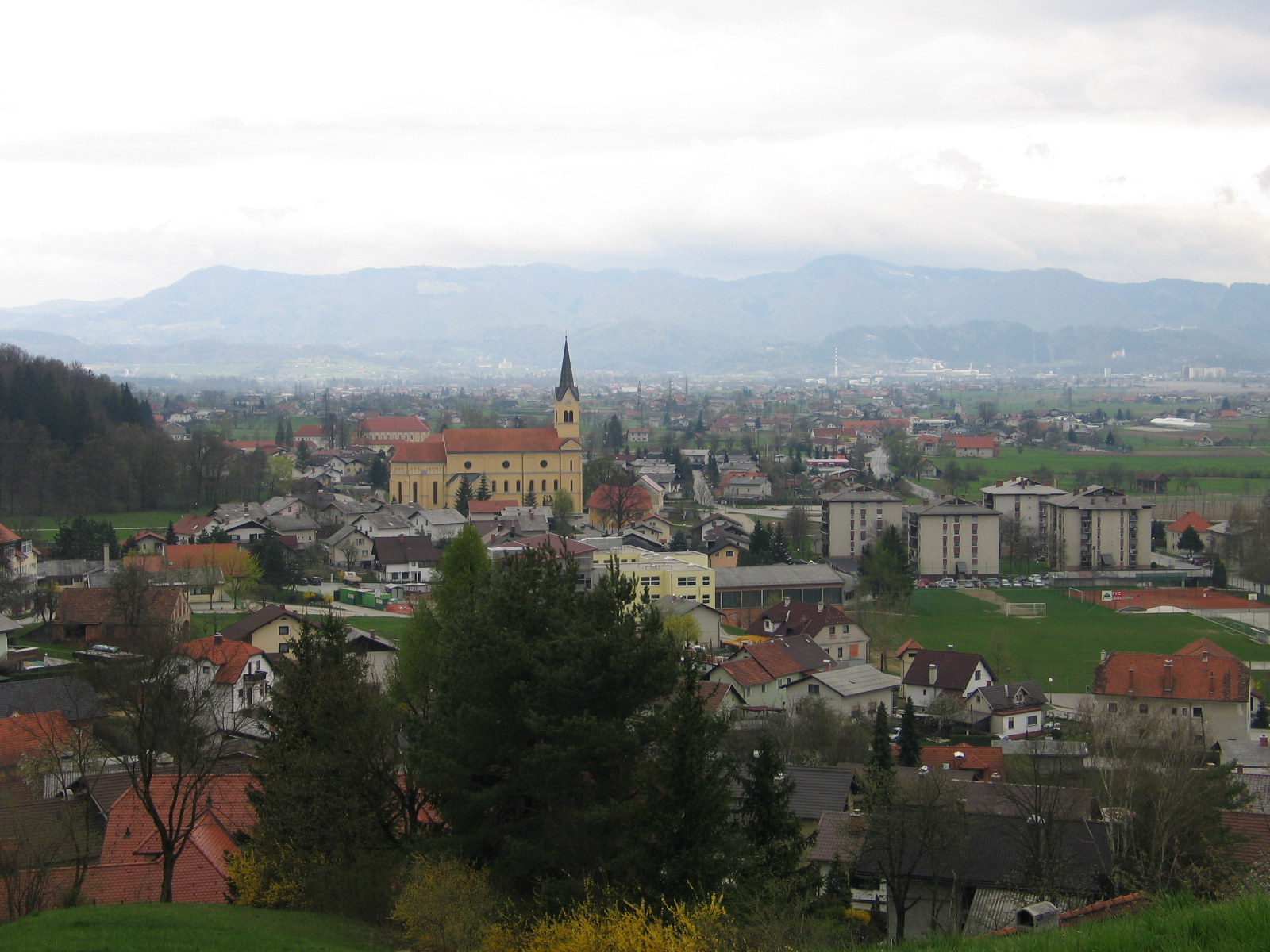
Vojnik, im Hintergrund Celje

Die Gemeinde Vojnik (deutsch: Hochenegg) ist der Name einer slowenischen Gemeinde (Občina)  in der historischen Landschaft Spodnja Štajerska (Untersteiermark), heute Region Savinjska.
In der aus 56 Ortschaften bestehenden Gesamtgemeinde lebten 8.146 Menschen im Jahr 2023. Der Hauptort Vojnik hatte 2.460 Einwohner und liegt nördlich der Stadt Celje.

## Ortschaften in der Gesamtgemeinde
- Arclin (Arzlin)
- Beli Potok pri Frankolovem (Weißenbach)
- Bezenškovo Bukovje (Bukovje)
- Bezovica (Wesowitza)
- Bovše (Wousche)
- Brdce (Werze)
- Čreškova (Tschreschkowa)
- Črešnjevec (Tschreschnowetz)
- Črešnjice (Kirchstetten)
- Dedni Vrh pri Vojniku
- Dol pod Gojko (Dol)
- Frankolovo (Sternstein)
- Gabrovec pri Dramljah (Gabrowetz)
- Globoče (Globotsche)
- Gradišče pri Vojniku
- Homec (Homec)
- Hrastnik (Hrastnig)
- Hrenova (Hrenova)
- Ilovca (Ilovica)
- Ivenca (Ivenca)
- Jankova (Jankova)
- Kladnart (Kladnart)
- Koblek (Koblek)
- Konjsko (Konjsko)
- Landek (Landegg)
- Lemberg pri Novi Cerkvi (Lemberg)
- Lešje (Leschje)
- Lindek (Lindeck)
- Lipa pri Frankolovem (Lipa)
- Male Dole (Kleinthal)
- Nova Cerkev (Neukirchen)
- Novake (Nowake)
- Podgorje pod Čerinom (Podgorje)
- Polže (Schneckendorf)
- Pristava (Pristowa)
- Rakova Steza (Rakova Steza)
- Razdelj (Razdel)
- Razgor (Rasgor)
- Razgorce (Rasgorce)
- Rove (Rove)
- Selce (Seltsche)
- Socka (Sotzka)
- Straža pri Dolu (Strasche)
- Straža pri Novi Cerkvi (Strasche)
- Stražica (Straschitzen)
- Tomaž nad Vojnikom (St. Thomas)
- Trnovlje pri Socki (Trnovlje)
- Velika Raven (Welkaraun)
- Verpete (Verpete)
- Vine (Vine)
- Vizore (Visore)
- Višnja Vas (Weixeldorf)
- Vojnik (Hochenegg)
- Zabukovje (Zabukovje)
- Želče
- Zlateče (Slatetsche)

## Nachbargemeinden
| Dobrna        | Vitanje                                     | Zreče             |
| Dobrna, Celje | Kompassrose, die auf Nachbargemeinden zeigt | Slovenske Konjice |
| Celje         | Celje                                       | Šentjur           |

## Geschichte
Der Ort wurde zum ersten Mal 1165 als Hoheneke erwähnt. 1900 hatte die Marktgemeinde Hochenegg 835 Einwohner. Davon waren 454 Deutsche und 371 Slowenen. Auf dem Gemeindegebiet wurden mehrere Massengräber aus der Zeit des Zweiten Weltkriegs gefunden.

## Söhne und Töchter
- Stanislav Lipovšek (* 1943), römisch-katholischer Geistlicher, emeritierter Bischof von Celje